# Aeródromo Melinka
El Aeródromo Melinka (OACI: SCMK) es un terminal aéreo ubicado en la Isla Melinka, Provincia de Aysén, Región de Aysén, Chile. Este aeródromo es de carácter público.
Este aeródromo fue considerado en el año 2011 como uno de los aeródromos más difíciles para aterrizar en Chile